# 宜蘭縣私立慧燈高級中學
宜蘭縣私立慧燈中學，簡稱為慧燈中學，位於臺灣宜蘭縣員山鄉，校園環境優美，鄰近望龍埤等景點，校園採花園式規劃，為一所私立完全中學。

## 校史
- 本校乃創辦人林忠勝先生，繼創立慧燈補習班於宜蘭，春風化雨，作育英才無數後，深感當前中等教育問題之嚴重，以及改革之迫切需要，乃再度擴大結合關心臺灣教育的董事們，尋覓校地，籌創擘建。
- 1995年，於現址購得果園農地5.808公頃，創辦人林忠勝先生1995年9月正式提出設校申請，1996年2月經臺灣省教育廳同意籌設，隨即組成第一屆董事會，董事會由早期自台灣省立宜蘭中學退休，合資創建慧燈補習班的楊政夫、林光義兩位老師共同成立，共推林忠勝先生為首任董事長，1996年7月28日舉行校舍興工動土典禮，初期興建教學大樓及宿舍各乙棟，1996年9月聘洪騰祥先生為首任校長。
- 1997年5月14日臺灣省教育廳核准本校立案開辦，正式定名為宜蘭縣私立慧燈國民中學，成為教改以來全國第一所私立國民中學。。
- 2000年4月18日教育部核准本校改制立案，正式定名為宜蘭縣私立慧燈高級中學。

### 歷任校長
| 任別 | 任期             | 姓名   | 異動原因                                                       |
| ---- | ---------------- | ------ | -------------------------------------------------------------- |
| 1    | 1997.5 － 1998.2 | 洪騰祥 | 轉任屏東縣私立陸興高級中學。                                   |
| 2    | 1998.2 － 2000.7 | 黃福   | 轉任高雄市私立大榮高級中學。                                   |
| 3    | 2000.7 － 2010.2 | 洪騰祥 | 原屏東縣私立陸興高級中學校長轉任，轉任臺北縣私立及人高級中學。 |
| 4    | 2010.2 － 2022.7 | 吳松溪 | 原臺北縣立海山高級中學退休校長轉任，任職12年退休。             |
| 5    | 2022.7 － 現任   | 游文聰 | 原桃園市立桃園高級中等學校退休校長轉任。                       |

## 外部連結
- 宜蘭縣私立慧燈中學 （页面存档备份，存于）